# Don Chaffey
Don Chaffey (Hastings, Anglaterra, 5 d'agost de 1917 − Illa Kawau, Nova Zelanda, 13 de novembre de 1990) va ser un director de cinema britànic.

## Biografia
Chaffey va debutar com a cineasta el 1947 treballant com a director artístic, i el 1953 va ocupar el càrrec de director per primera vegada. Va continuar la seva activitat en la indústria del cinema fins a la seva mort el 1990, ocasionada per una insuficiència cardíaca.
Se'l coneix principalment pels seus films de fantasia com Jàson i els argonautes, The Three Lives of Thomasina, One Million Years B.C., The Viking Queen, Creatures the World Forgot, Pete's Dragon i C.H.O.M.P.S., seu últim llargmetratge.
Simultàniament amb les seves obres cinematogràfiques, Chaffey va dirigir una gran quantitat d'episodis de sèries de televisió britàniques, entre elles The Prisoner, Danger Man i The Avengers. A partir de la dècada de 1980 fins a la seva mort, tots els seus treballs van ser en Telefilm estatunidenc, i en sèries de televisió com La Isla de la Fantasía, Stingray MacGyver, T. J. Hooker, Matt Houston i Els àngels de Charlie.

## Filmografia

### Cinema
- 1953: Skid Kids
- 1954: Time Is My Enemy
- 1955: Dead on Time
- 1956: The Secret Tent
- 1957: The Girl in the Picture
- 1957: The Flesh Is Weak
- 1958: A Question of Adultery
- 1958: The Man Upstairs
- 1959: Danger Within
- 1960: Dentist in the Chair
- 1960: Lies My Father Told Me
- 1961: Nearly a Nasty Accident
- 1961: A Matter of Who
- 1961: Greyfriars Bobby
- 1962: The Webster Boy
- 1963: Jàson i els argonautes (Jason and the Argonauts)
- 1964: A Jolly Bad Fellow
- 1964: The Three Lives of Thomasina
- 1965: The Crooked Road
- 1966: Fa un milió d'anys (One Million Years B.C.)
- 1967: The Viking Queen
- 1968: A Twist of Sand
- 1971: Clinic Exclusive
- 1971: Creatures the World Forgot
- 1973: Charley One-Eye
- 1974: Persecution
- 1975: Ride a Wild Pony
- 1976: The Fourth Wish
- 1977: Pete's Dragon
- 1978: The Magic of Lassie
- 1979: C.H.O.M.P.S.

### Televisió
- 1963: The Horse Without a Head
- 1977: Harness Fever
- 1978: Shimmering Light
- 1978: Lassie: A New Beginning
- 1978: The Gift of Love
- 1980: Riding for the Pony Express
- 1980: Casino
- 1985: International Airport

## Premis i nominacions
Nominacions
- 1974: Os d'Or per Charley-One-Eye.[3]